# Younes Ahmed
Younes Ahmed (Catar; 17 de julio de 1963) es un exfutbolista de Catar que jugaba en la posición de guardameta.

## Carrera

### Club
Jugó toda su carrera con el Al-Rayyan de 1977 a 1998, equipo con el que fue campeón nacional en seis ocasiones y ganó tres títulos de copa.

### Selección nacional
Jugó para Catar en 75 partidos entre 1979 y 1995, participó en los Juegos Olímpicos de Los Ángeles 1984 y en tres ediciones de la Copa Asiática.

## Logros
- Liga de fútbol de Catar: 6

1977–78, 1981–82, 1983–84, 1985–86, 1989–90, 1994–95
- Copa del Emir de Catar: 2

1995, 1996
- Copa del Jeque Jassem: 1

1992